# 鄒魯
鄒魯（1885年2月20日—1954年2月13日），字海濱，廣東省大埔縣人，中國國民黨和中華民國元老，曾任國立中山大學校長。

## 生平
光緒31年（1905），鄒魯入廣東法政學堂，教師中如：朱執信、古應芬、葉夏聲、李文範均革命黨人，其中以朱執信最受學生敬重。在同學中鄒魯與陳炯明最要好，並與之共同參與了革命，鄒魯早年的事業和陳炯明有密不可分的關係。宣統元年（1909）的新軍之役，因為鄒魯曾在潮州韓山書院就讀，結交了潮梅知名人士，奉命前往潮州、汕頭，運動民軍響應，奠定了他在潮梅的人際關係。廣東諮議局成立，丘逢甲當選副議長，陳炯明當選議員，革命黨人古應芬為諮議局書記長，鄒魯任書記，在丘逢甲掩護下從事革命。三二九之役前，辦「可報」宣傳革命，可報被勒令停版後，加入姚雨平攻打小北門，佔領飛來廟，以迎新軍入城的一路，未發動而敗，逃往香港。
1911年，武昌起義後，鄒魯與朱執信、陳炯明、胡漢民於廣州起義，後任粵東北伐軍經理局長，隨軍赴蘇皖征討清政府軍。民國建立，當選國會議員，曾經彈劾袁世凱未經國會同意，以鹽稅為抵押，違法舉借善後大借款，是他一生中首次與鹽務發生關係。討袁期間，鄒魯協助接替胡漢民出任粵督的陳炯明，推動討袁工作，惟廣東軍隊多為袁氏金錢收買，失敗後，陳炯明逃香港，鄒魯也離粵赴日本。以李根源、陳炯明的關係，參加了歐事研究會。《民國雜誌》創刊，鄒魯奉孫文之命，任編輯，在出版的六期中，共撰寫了八篇文章，直指袁氏篡奪民國的野心。1917年（民國六年）7月，孫文南下廣州護法，鄒魯協助陳炯明編整粵軍，成為護法軍政府唯一的軍事力量。9月22日，孫文任命鄒魯為軍政府財政次長。1920年（民國九年），粵軍回粵，驅逐盤據廣東的桂系力量，重建廣東革命基地，鄒魯聯絡各地軍隊響應，貢獻頗大。驅逐桂系後，孫文任命陳炯明為廣東省長，並特別囑陳炯明任命鄒魯為兩廣鹽運使。
1922年，陳炯明背叛孫中山，鄒魯等人任總統特派員，準備計劃討陳。
1923年，孫中山電胡漢民、鄒魯等五人暫行總統府職權，鄒魯出任財政廳長，其間被譽為理財總舵手。

1924年，孫中山將國立廣東高等師範學校、广东公立法政大學、廣東公立農業專门學校合併為國立廣東大學（现中山大学），鄒魯為首任校長，並為校歌作詞。同年，鄒魯當選中國國民黨第一次代表大會中央執委委員、青年部長、常委。孫中山過世後，鄒魯任中國國民黨中央三個常委之一。四月，鄒魯即在一次學生黨員大會中，提出了學生運動的政策與計劃 :

- 一 、一般學生運動：先使一般學生有政治運動的興趣，及知道政黨之作用，其次使他們知道現在中國國民革命的需要，再其次使他們信仰國民黨，然後吸收之

- 二 、 教會學生運動：先使學生認識外國人在中國辦學用意，其次使他們認識帝國主義國家的侵略，再使他們認識學校功課不適應中國國情，進而做起學校革新運動。

可見國民黨以吸收學生黨員為重，故而中央青年部會主動組織廣州學聯會執委會黨團、廣東大學特別區黨部、黨籍校長聯合會等，加深了外界對中國國民黨進行「黨化教育」的印象。鄒魯擔任青年部長期間，維護國民黨的「學權」不遺餘力 。為對付共黨的青年學生組織 ，鄒秘密組織各校生，廣東大學的國民黨黨團由兼校長的鄒魯親自負責，女學生除另有組織外，還建立「女權運動會」以對抗共黨。個人方面更有民權社、民社以對抗社會主義青年團的外圍「新學生社」。同時青年部還不斷派人加入共黨，藉以偵察並防範對方的活動。
1925年，鄒參與西山会议。在国民党二大上被誣與段祺瑞和帝國主義勾結，被處以開除黨籍的處分，後也被解除國立廣東大學校長的職務，廣大在鄒離任後接連換了三位校長，校務也受此事件影響。
1927年，蔣介石進行清黨，鄒魯退出政壇、出遊歐美，撰寫《中國國民黨黨史》。
1929年，中國軍閥割據，鄒魯自日本歸國。
1930年，鄒魯回到廣州，張學良支持蔣介石，出兵入京調解軍閥間的矛論。日本土肥原賢二藉機拉攏鄒魯，反受到駁斥。
1932年2月至1940年4月，鄒重任國立中山大學校長。任內鄒新建了石牌校區，改良校務，增添書籍儀器。
1935年，代表西南參加國民黨第六次全體中委會。
1946年，任監察委員。1948年，被蒋中正聘為總統府資政。1949年，參加廣州召開之非常會議，離開中國大陸經香港，到達台北。任中央評議委員，著《中國國民黨黨史》、《回顧錄》、《教育與和平》、《鄒魯文集》、《鄒魯文存》。
1951年，擔任淡江英專董事（後改制為淡江大學），並為該校校歌作詞。1954年，二月十三日腦溢血不治逝世於台北，享年七十歲。

## 家庭
- 夫人為梁定慧女士，曾於1938年擔任「國立中山大學戰地服務團」團長。
- 其子為鄒讜，為美籍華裔政治學家。

## 故居
位於廣東省大埔縣茶陽鎮長治仁厚村的敬愛堂是鄒魯的祖居，堂建於清朝。坐西向東，背靠蜈蚣山，面向仁厚村。正門前方二十公尺豎有五支石華表，是清道光年間和民國初年間所豎，石華表記載著鄒氏祖先功績。敬愛堂一正四橫，為土木結構。正屋有房間一八個，兩旁橫屋共有房間二四個，建築面積一三五二平方公尺，占地面積一五八四平方米。

## 著作
著有《黃花崗七十二烈士事略》(民國十年出版，有孫中山先生作序)、《教育與和平》、《中國國民黨史稿》、《廣州三月二十九日革命史》、《日本對華侵略史》、《中國革命史》、《澄廬詩集》、《澄廬文集》《鄒魯回憶錄》等書，另有《書畫集》。

## 图集

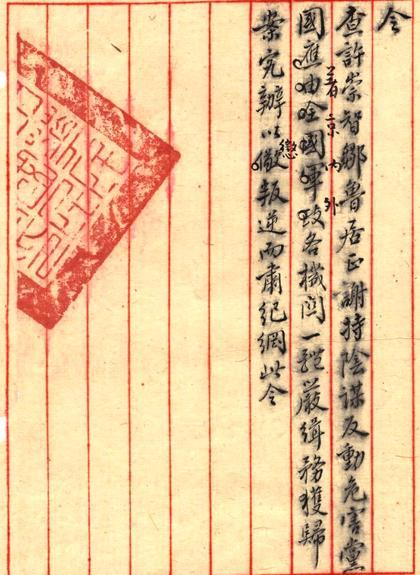
許崇智鄒魯謝持等通緝令
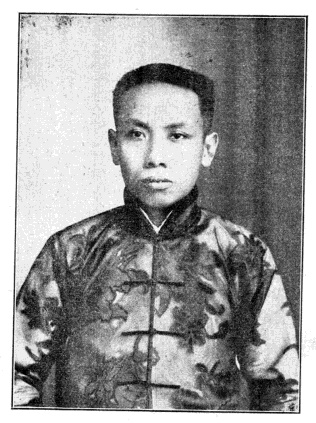
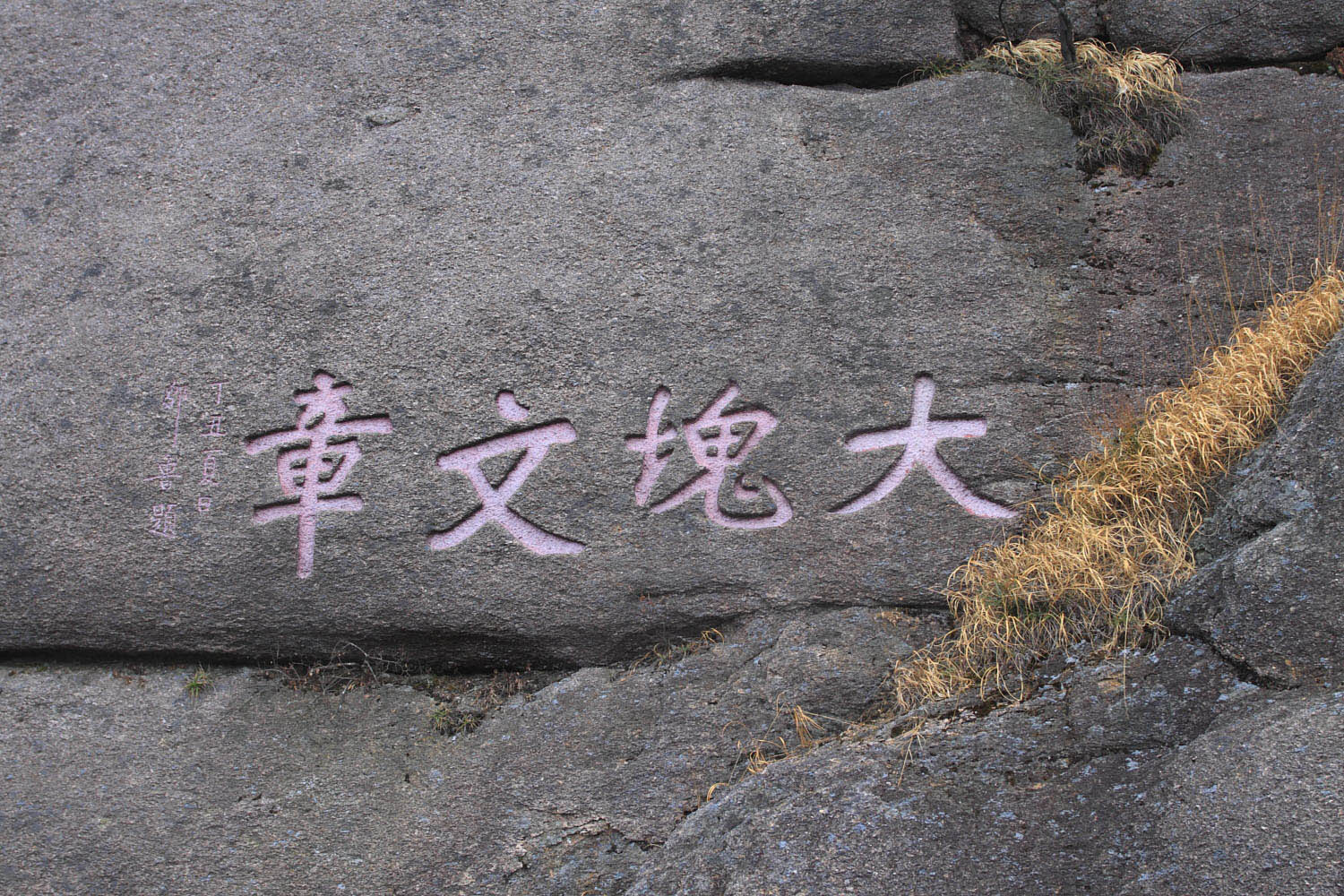
鄒魯在黃山上的摩崖石刻“大塊文章”
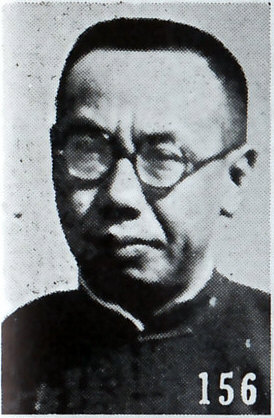
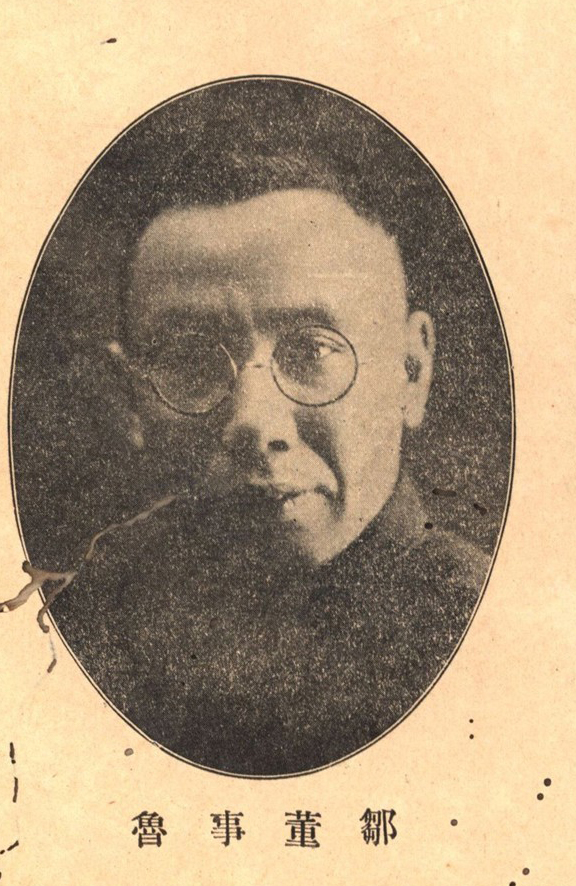
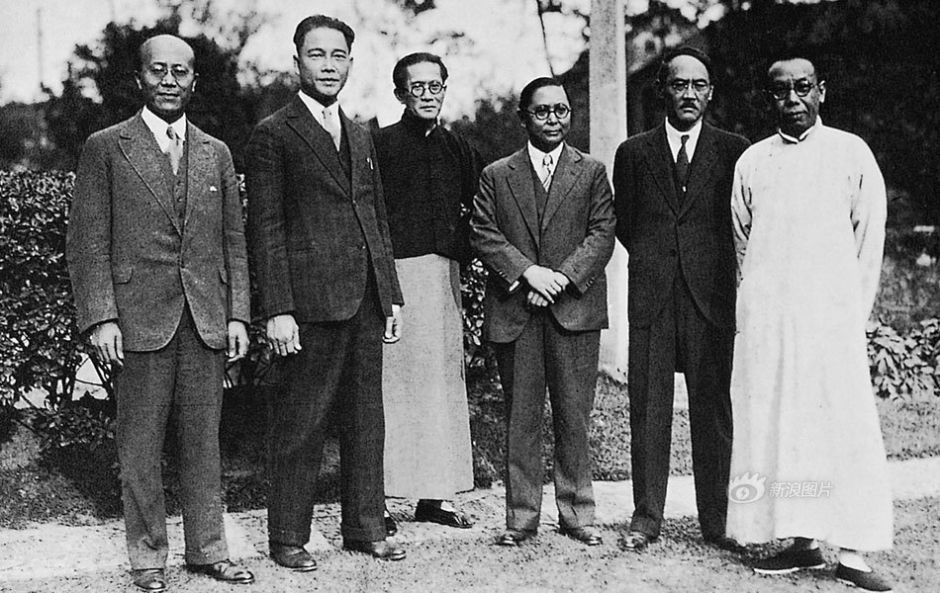
1931年广州国民政府时期的部分委员（右一鄒）。

## 外部連結
| 學術機關職務                                               | 學術機關職務                                                                  | 學術機關職務                                                  |
| ---------------------------------------------------------- | ----------------------------------------------------------------------------- | ------------------------------------------------------------- |
| 国立广东大学 → 國立中山大學                                |                                                                               |                                                               |
| 大元帅令 任命為籌備主任                                    | 國立廣東大學籌備主任 第一任 1924年2月6日 - 1924年6月9日 （1924年2月21日到任） | 大元帅令 任命為首任校長                                       |
| 首任                                                       | 國立廣東大學校長 第一任 1924年6月9日 - 1925年11月31日                         | 繼任： 顧孟餘                                                 |
| 前任： 许崇清代理 前任代理 - 副校長朱家驊 （正任：戴傳賢） | 國立中山大學校長 第九任 （正任第四任） 1932年2月 - 1940年4月                  | 繼任： 许崇清代理 之後代理：張雲、金曾澄 （下一正任：王興拱） |